# A.L.F.A 24 HP

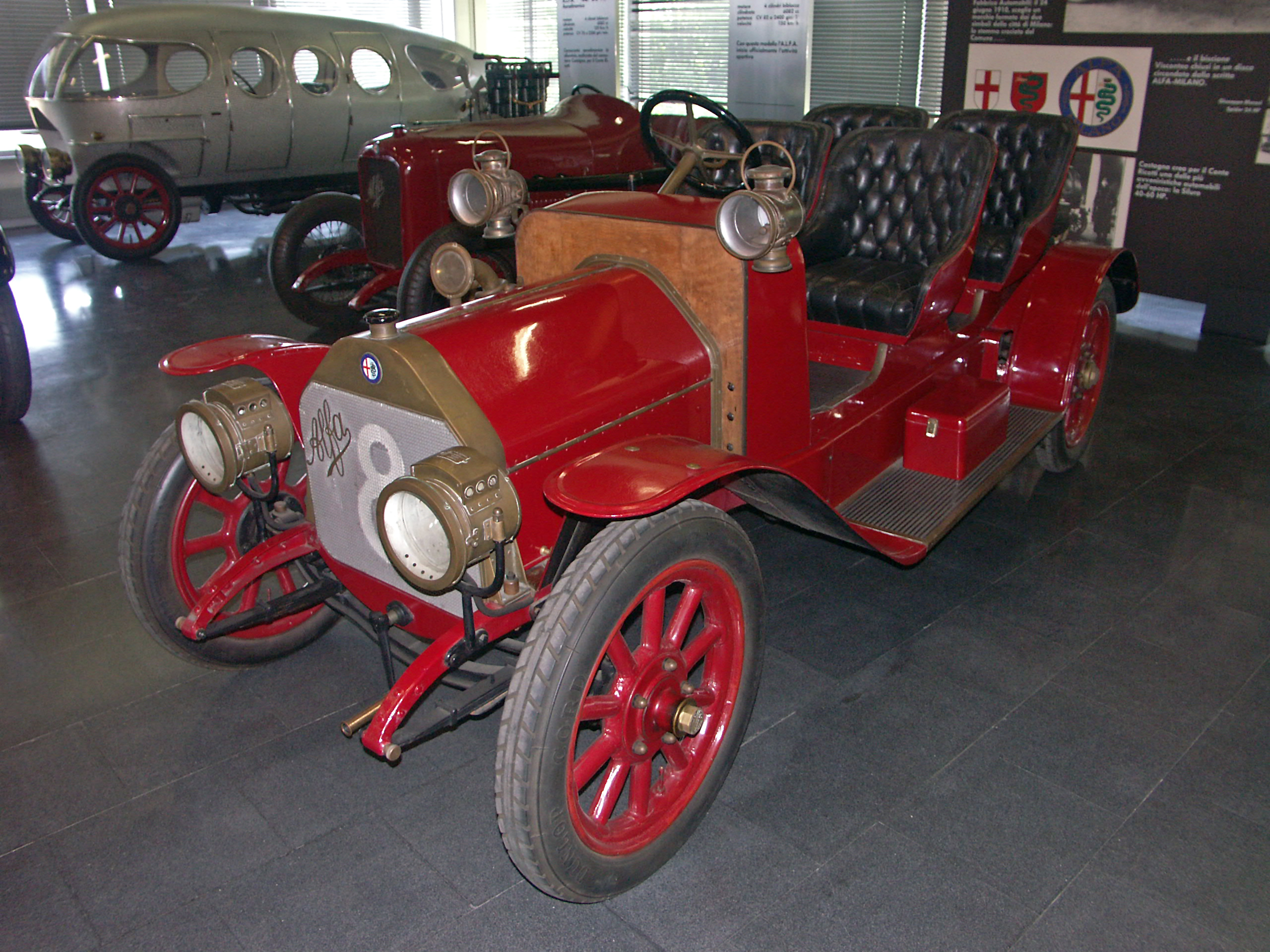
A.L.F.A 15 HP

El A.L.F.A 24 HP fue un automóvil de turismo que se fabricó entre 1910 y 1913. Este fue el primer automóvil creado por A.L.F.A (más tarde Alfa Romeo). Giuseppe Merosi era el hombre tras la ingeniería. La designación del motor constituida por un número, así como "HP" vino por la usual designación de programaciones fiscales en aquella época. Este automóvil fue usado, por primera vez en una carrera de automóviles, en la Targa Florio de 1911. Este fue el primer éxito comercial para la compañía. Hasta 1913, aproximadamente 200 unidades del A.L.F.A 24 HP fueron construidas.

## Mecánica
El A.L.F.A 24 HP tenía un motor de 4 cilindros en línea con 4082 cc y válvulas laterales, que producía 42 CV a 2200 rpm y proporcionaba una velocidad máxima de 100 km/h. Tenía una transmisión manual de 4 velocidades.

## La serie HP
El 24 HP se convirtió en el punto de partida de una serie de vehículos que fue continuamente desarrollada en adelante, la serie HP. Esta serie incluye los siguientes modelos, que fueron construidos hasta 1921:
- 12 HP, motor de 4 cilindros en línea con 2413 cc y 22 CV (1910-1911).
- 15 HP, motor de 4 cilindros en línea con 2413 cc y 25 CV (1912-1913).
- 40/60 HP, motor de 4 cilindros en línea con 6082 cc y 70 CV (1913-1914).
- 15/20 HP, motor de 4 cilindros en línea con 2413 cc y 28 CV (1914-1915).
- 20/30 HP, motor de 4 cilindros en línea con 4082 cc y 49 CV (1914-1920).
- 20/30 HP ES Sport, motor de 4 cilindros en línea con 4250 cc y 67 CV (1921).